# 博尼申
49°49′12″N 24°49′51″E / 49.82000°N 24.83083°E
博尼申（烏克蘭語：Бонишин），是烏克蘭西部的村莊，隸屬利維夫州的佐洛奇夫區。該村始建於1473年，面積0.77平方公里，海拔高度255米，2001年人口138，人口密度每平方公里178.7人。